# 王英 (明初合肥)
王英，河南行省廬州路合肥縣（今安徽省合肥市）人，元末明初軍事將領。
洪武年間，官至後軍都督府僉事。后官至右軍都督府僉事、陝西都司。